# Dare (Gorillaz)
Dare (stilizzato come 挑戦 (DARE)) è un singolo del gruppo musicale britannico Gorillaz, pubblicato il 29 agosto 2005 come secondo estratto dal secondo album in studio Demon Days.

## Descrizione
Il brano è cantato, oltre che, nei cori, da Damon Albarn come classica voce di 2D, anche dalla cantante londinese Rosie Wilson come voce di Noodle e dall'artista ospite Shaun Ryder.
Ha raggiunto l'ottava posizione nella Alternative Songs di Billboard.

## Video musicale
Il video prodotto per DARE, girato da Jamie Hewlett e Pete Candeland, è stato pubblicato l'8 Settembre 2010 sul canale della band. In esso si vedono Noodle e Ryder, una testa gigante tenuta in vita dai macchinari di Noodle nascosti dentro l'armadio, cantare e ballare la canzone. Il video si svolge inquadrando Russel seduto su una toilette mentre legge il giornale, per poi finire con Ryder che si sveglia in un letto.

## Tracce

### 1ª versione
1. Dare - 4:07 (Gorillaz)
2. Clint Eastwood - 7:07 (live)

### 2ª versione
1. Dare - 4:07 (Gorillaz - Shaun Ryder)
2. Clint Eastwood - 4:35

### 3ª versione
1. Dare - 4:07
2. Highway (Under Construction) - 4:21
3. Dare - 5:41 (Soulwax Remix)

### 4ª versione
1. Dare
2. Highway (Under Construction)
3. Dare (Soulwax Remix)
4. Clint Eastwood
5. Dare